# Dirtyphonics
Dirtyphonics ist eine französische Dubstep-, Electro-House- und Drum-and-Bass-Band. Sie wurde 2004 in Paris gegründet und besteht aktuell aus Charly Barranger und Julien „Pitchin“ Corrales. Ehemalige Mitglieder der Band sind Thomas Desbouvrie, Nicolas Malinowsky, James Davies und Julien Lignon.

## Geschichte
Die Band gründete sich 2004 in Paris. Anfangs veröffentlichten sie keine eigenen Produktionen, bis 2006 ihr Remix von AK1s „Reggaetronik“ erschien. 2008 unterschrieben sie dann einen Vertrag bei AudioPorn Records. 2008 erschien die Debüt-EP „French Fuck / Bonus Level“. In den folgenden zwei Jahren wurden vier weitere Extended Plays und einige Remixe publiziert.
Seit 2011 steht die Band bei Dim Mak Records unter Vertrag. Nach drei EPs erschien am 19. März 2013 dann ihr erstes Studioalbum, Irreverence. Gastbeiträge kommen von Liela Moss, Modestep, Steve Aoki und den Foreign Beggars. Das Album stieg in der ersten Woche auf Platz acht der Beatport-Charts ein. Auch Kritiker bewerteten das Album überwiegend positiv.
Neben Dim Mak und AudioPorn arbeitete Dirtyphonics unter anderem mit Ultra Records und Viper Recordings zusammen. Außerdem produzierten sie Remixe für Künstler und Musikgruppen wie The Crystal Method, Skrillex, Benny Benassi, Marilyn Manson und The Bloody Beetroots.
Im Jahr 2017 feierten sie ihr Debüt auf der kanadischen EDM-Plattenfirma Monstercat mit der Single Watch Out, zusammen mit Bassnectar und Ragga Twins.

## Diskografie
Alben
- Irreverence (2013)

EPs
- French Fuck / Bonus Level (2008)
- Teleportation (2009)
- The Quark EP (2009)
- Vandals (2009)
- Lost In The Game (2011, Dirtyphonics vs. Tali)
- Tarantino / Oakwood (2011)
- DIRTY (2012)
- Walk In The Fire (2013)
- Write Your Future (2015)
- Night Ride (2017)
- Watch Out (2017)